# TV Guiné-Bissau
TV Guiné-Bissau ist ein privater Fernsehsender in Guinea-Bissau.
Der Sender wurde 2008 durch den portugiesisch-brasilianischen Medienunternehmer Marcelo Veiga gegründet, der zudem für den Fernsehsender TV Nordeste im Nordosten Brasiliens verantwortlich ist. Nach Eigendarstellung ist TV Guiné-Bissau der meistgesehene Fernsehsender in Guinea-Bissau.